# Australian Championships 1952
Die 40. Australian Championships waren ein Tennis-Rasenplatzturnier der Klasse Grand Slam, das von der ILTF veranstaltet wurde. Es fand vom 19. bis 28. Januar 1952 in Adelaide, Australien statt.
Titelverteidiger im Einzel waren Dick Savitt bei den Herren sowie Nancye Bolton bei den Damen. Im Herrendoppel waren Ken McGregor und Frank Sedgman, im Damendoppel Thelma Long und Nancye Bolton die Titelverteidiger. Im Mixed waren Thelma Long und George Worthington die Titelverteidiger.

## Herreneinzel
| Nr. | Spieler       | Erreichte Runde |
| --- | ------------- | --------------- |
| 01. | Frank Sedgman | Finale          |
| 02. | Dick Savitt   | Halbfinale      |
| 03. | Mervyn Rose   | Halbfinale      |
| 04. | Ken McGregor  | Sieg            |

| Nr. | Spieler      | Erreichte Runde |
| --- | ------------ | --------------- |
| 05. | Ian Ayre     | Viertelfinale   |
| 06. | Ken Rosewall | Viertelfinale   |
| 07. | Lew Hoad     | 3. Runde        |
| 08. | Don Candy    | Viertelfinale   |

## Dameneinzel
| Nr. | Spielerin     | Erreichte Runde |
| --- | ------------- | --------------- |
| 01. | Nancye Bolton | Halbfinale      |
| 02. | Thelma Long   | Sieg            |
| 03. | Mary Hawton   | Halbfinale      |
| 04. | Beryl Penrose | Viertelfinale   |

| Nr. | Spielerin      | Erreichte Runde |
| --- | -------------- | --------------- |
| 05. | Nell Hopman    | Achtelfinale    |
| 06. | Pam Southcombe | Achtelfinale    |
| 07. | Gwen Thiele    | Viertelfinale   |
| 08. | Helen Angwin   | Finale          |

## Damendoppel
| Nr. | Paarung                       | Erreichte Runde |
| --- | ----------------------------- | --------------- |
| 01. | Nancye Bolton Thelma Long     | Sieg            |
| 02. | Nell Hopman Beryl Penrose     | Halbfinale      |
| 03. | Alison Baker Mary Hawton      | Finale          |
| 04. | Dorothy Diggle Pam Southcombe | Halbfinale      |